# Vasile Pandelescu
Vasile Pandelescu (n. 6 iunie 1944 Găești, Dâmbovița - d. 2004 Găești, Dâmbovița) a fost un mare acordeonist român.

## Biografie
S-a născut în 6 iunie 1944 în orășelul Găești (jud. Dâmbovița).                  
Din 1956 începe să învețe să cânte la acordeon, devenind din 1959 un instrumentist apreciat în comuna sa natală și în împrejurimi. Cântă în diferite tarafuri până în 1969, când intră în taraful lui Gheorghe Zamfir cu care participă la numeroase turnee în afara țării (mai importante fiind cel din Statele Unite si Anglia). În 1982 participă ca instrumentist la festivalul „Podunavskih Zemalja Festival" din Novi Sad (Iugoslavia). Fiul său, Costel Pandelescu, a fost la rândul său un țambalagiu cunoscut. 
A încetat din viață în 2004 în orașul natal.

## Repertoriul
Repertoriul lui Vasile Pandelescu este alcătuit mai ales din jocuri populare, cuprinzând o zonă mai largă ce interfereaza Muscelul, Dâmbovița și sudul Olteniei. Nu-i sunt străine însă nici baladele, doinele și cântecele de dragoste, ce fac și astăzi succesul repertoriului lăutăresc „de ascultare". Acest repertoriu a fost preluat de Pandelescu de la lăutarii mai bătrâni din aceste zone, căutând să și-l însușească în spiritul tradiției, formându-și o tehnică personalâ care-i permite fie să imite inflexiunile cavalului, fie trilurile și ornamentele specifice tehnicii violoniștilor populari. Tehnica burdufului îi permite să realizeze accente și subtilități de frazare nemaîntâlnite până în anii `60, la acordeon. Pentru Pandelescu virtuozitatea nu este decât un mijloc firesc de a ajunge la expresivitate și nicidecum scopul muzical în sine.

## Discografie
- ST-EPE 03840: Vasile Pandelescu — Acordeon (disc Electrecord, 1977)
- EDC 816: Comori ale muzicii lăutărești. Vasile Pandelescu – acordeon (CD Electrecord, 2009)